# Парис Хилтън
Парис Уитни Хилтън (на английски: Paris Whitney Hilton) (родена 17 февруари 1981 г.) е певица, актриса, манекенка, бизнесдама, писател, светска личност, една от наследниците на семейство Хилтън.

## Биографични данни
Парис Хилтън е родена на 17 февруари 1981 г. в Ню Йорк в семейството на Кати и Ричард Хилтън. Има по-малка сестра, Ники, както и двама братя – Барън Хилтън II и Конрад Хилтън III. Нейният дядо, Барън Хилтън е основателят на хотелската верига „Хилтън“. Родът на Парис Хилтън има далечни норвежки корени.
В детско-юношеските си години живее и учи в престижни квартали в Ню Йорк и Калифорния, a за кратко и в Кънектикът. Отказва се от училище и първоначално не завършва средно образование, но по-късно успешно се явява на изпити като частен ученик и така получава приравнителен диплом за завършено средно образование. През 2013 влиза в българския Vip Brother като специален гост.

## Кариера
Въпреки че няма специално образование, Парис Хилтън е активно заета с множество дейности.

### Модел
От ранна детска възраст Парис Хилтън има множество участия като модел. От 19-годишна възраст има ангажименти с агенции от големите модни столици, например Форд Моделс. Спечелва си репутация на млада дама в крак с тенденциите в модата и светското общество.

### Актриса
През 2003 спечелва популярност с риалити шоу, наречено „The Simple Life“, в което Парис върши работата на краварка, чистачка и келнерка, и живее във ферма. Там тя участва редом с Никол Ричи.
Има редица участия във филми и сериали, например „Ориндж Каунти – кварталът на богатите“, „Вероника Марс“, „Лас Вегас“.
През 2003, дни преди първите епизоди на риалити шоуто, в което участва, в интернет пространството набира популярност запис, на който се вижда как Парис Хилтън и тогавашният ѝ интимен приятел правят секс. Слуховете са, че това произшествие е предварително планирано като реклама за предстоящата премиера, но самата Парис е шокирана и отрича. По-късно записът е официално пуснат в продажба и Парис Хилтън е спомената в надписите. Следва дело, което завършва с извънсъдебно споразумение.

### Певица
Парис Хилтън издава дебютния си албум, „Paris“ през 2006. През 2009 се очаква да излезе вторият студиен албум на Хилтън.

### Писател
През 2004 Парис издава автобиографичната книга „Confessions of an Heiress: A Tongue-in-Chic Peek Behind the Pose“ в съавторство с Мерле Гинсберг.

### Бизнесдама
Парис Хилтън през 2007 г. отдава името си на верига клубове, наречени „Клуб Парис“. Развива и други комерсиални дейности.

### Социална и политическа ангажираност
Поддържа Международното движение за свободен Тибет.

### Paris Hilton's My New BFF
През март 2008 се задава новината че Хилтън ще участва в риалити шоуто, Paris Hilton's My BFF което означава на български, Парис Хилтън моята нова най-добра приятелка. Във въпросното шоу Парис търси новата най-добра приятелка. Шоуто стартира по MTV на 30 септември 2008, победителката беше поп-рок певица, Британи Фликингер.

## Проблеми със закона
През юни 2007 г. е образувано дело срещу Хилтън по нарушение на авторските права върху дебютния ѝ сингъл от албума „Paris“.
През септември 2007 г. Парис Хилтън съди издатели на пощенски картички, които преднамерено си служат с изречение, вече регистрирано от Хилтън като нейна запазена марка.
През май 2007 г. Хилтън е осъдена на 45 дни затвор за шофиране в нетрезво състояние по време на изпитателен срок, наложен ѝ също поради шофиране в нетрезво състояние. Делото се радва на голям медиен интерес. След няколко дни в затвора тя е освободена, но впоследствие е отново върната и лежи 23 дни

## Дискография

### Студийни албуми
- Paris (2006)

### Сингли
- Stars Are Blind (2006)
- Nothing in This World (2006)
- Good Time (2013)
- Come Alive (2014)
- High Off My Love (2015)

## Видеоклипове
| Видеоклип             | Премиера | Албум |
| --------------------- | -------- | ----- |
| Stars are blind       | 2006     | Paris |
| Nothing in this world | 2006     | Paris |
| Paris for president   | 2008     | –     |
| Good time             | 2013     | –     |
| Come Alive            | 2014     | –     |
| High Off My Love      | 2015     | –     |

## Аромати
- Paris Hilton (2004)
- Just Me (2005)
- Heiress (2006)
- Can Can (2007)
- Fairy Dust (2008)
- Siren (2009)